# Arborfield Cross
Arborfield Cross es una localidad situada en el municipio de Wokingham, en Berkshire, Inglaterra (Reino Unido). Según el censo de 2021, tiene una población de 760 habitantes.